# Attentat de Manbij
L'attentat de Manbij a lieu le 16 janvier 2019, pendant la guerre civile syrienne, dans un restaurant de Manbij.

## Contexte
La ville de Manbij est contrôlée depuis le 12 août 2016 par les Forces démocratiques syriennes (FDS), qui s'en étaient emparées au terme d'une bataille de deux mois contre l'État islamique,. Des cellules djihadistes continuent cependant d'être actives dans la région et mènent ponctuellement des attaques. La Résistance populaire à Manbij, un groupe pro-Assad, est également présent dans la zone, bien que son activité soit surtout symbolique. Le 30 mars 2018, un soldat américain et un soldat britannique avaient notamment été tués par un engin explosif improvisé dans Manbij. Avant l'attentat du 16 janvier, la dernière attaque à Manbij avait eu lieu le 27 décembre 2018 : quatre combattants des FDS avaient été tués par un engin explosif au passage de leur véhicule près du tribunal de la ville.
Le contrôle de Manbij fait également l'objet de fortes tensions à cette période, la Turquie et les rebelles de l'Armée nationale syrienne ayant annoncé leur intention de prendre la ville aux Forces démocratiques syriennes, mais s'étant heurté à l'opposition des États-Unis,.

## Déroulement
L'attentat est commis par un kamikaze qui a fait détoner sa veste d'explosifs près du Palais des Princes ou  le Palais de la Princesse, un restaurant de grillades situé sur le marché central de Manbij, où les soldats américains venaient se rendre chaque semaine en toute sérénité,. L'auteur de l'attaque visait alors une patrouille de routine de militaires américains et de combattants des FDS.

## Bilan humain
L'attentat fait 19 morts en plus du kamikaze : dix civils, cinq combattants des Forces démocratiques syriennes et quatre Américains, dont deux femmes. Trois autres Américains sont également blessés.
Du côté des victimes américaines figurent un sous-officier des bérets verts, une spécialiste de la Navy (Cryptologic technician (en)), un employé civil de la Defense Intelligence Agency (DIA) et une contractor, également de nationalité syrienne, qui servait comme interprète,.
Il s'agit alors de l'attaque la plus meurtrière pour les forces américaines en Syrie.

## Revendication
L'attaque est revendiquée le jour même par l'État islamique.

## Suites
Le 19 mars 2019, les Forces démocratiques syriennes annoncent avoir arrêté des djihadistes impliqués dans l'attentat de Manbij. 

## Vidéographie
- [vidéo] Syrie : des militaires américains tués dans l'attentat perpétré à Manbij, France 24, 16 janvier 2019.